# Kościół św. Wawrzyńca i św. Antoniego w Rudzie Śląskiej
Kościół świętego Wawrzyńca i świętego Antoniego w Rudzie Śląskiej – rzymskokatolicki kościół parafialny w Rudzie Śląskiej, w województwie śląskim. Należy do dekanatu Kochłowice archidiecezji katowickiej. Mieści się przy ulicy Antoniego Nowary, w dzielnicy Wirek.
Jest to okazała budowla wybudowana w stylu neogotyckim według projektu architekta Ludwiga Schneidera z Wrocławia w latach 1907–1909. Kamień węgielny został poświęcony w dniu 17 maja 1908 roku. Prace budowlane były wykonywane przez mistrza murarskiego Neumanna z Bytomia. Świątynia konsekrowana w 1918 roku przez kardynała Adolfa Bertrama. Wyposażenie kościoła w stylu neogotyckim. Witraże zostały wykonane w 1908 roku przez Karla Lerscha z Düsseldorfu.